# Symbol of Life
Symbol of Life è il nono album in studio del gruppo musicale britannico Paradise Lost, pubblicato nel 2002 dalla GUN Records.

## Tracce
1. Isolate – 3:43
2. Erased – 3:31
3. Two Worlds – 3:29
4. Pray Nightfall – 4:11
5. Primal – 4:23
6. Perfect Mask – 3:46
7. Mystify – 3:49
8. No Celebration – 3:45
9. Self Obsessed – 3:07
10. Symbol of Life – 3:55
11. Channel for the Pain – 3:53
12. Xavier (cover dei Dead Can Dance) – 6:04
13. Small Town Boy (cover dei Bronski Beat) – 5:20

## Formazione
- Nick Holmes – voce
- Gregor Mackintosh – prima chitarra
- Aaron Aedy – chitarra ritmica
- Steve Edmunson – basso
- Lee Morris – batteria